# کوداماتسو، یاماگوچی
کوداماتسو در استان یاماگوچی در کشور ژاپن واقع شده‌است که دارای جمعیت ۵۴٬۰۲۶ نفر و مساحت ۸۹٫۳۶ کیلومتر مربع با تراکم جمعیت ۶۰۵ نفر در کیلومترمربع است و در تاریخ ۳ نوامبر ۱۹۳۹ به عنوان شهر شناخته شد.